# Parallelia palumba
Parallelia palumba är en fjärilsart som beskrevs av Achille Guenée 1852. Parallelia palumba ingår i släktet Parallelia och familjen nattflyn. Inga underarter finns listade i Catalogue of Life.